# بيلي برانش
بيلي برانش (بالإنجليزية: Billy Branch)‏ هو موسيقي أمريكي، ولد في 3 أكتوبر 1951 في شيكاغو في الولايات المتحدة.

## وصلات خارجية
- بيلي برانش على موقع IMDb (الإنجليزية)
- بيلي برانش على موقع ميوزك برينز (الإنجليزية)
- بيلي برانش على موقع أول ميوزيك (الإنجليزية)
- بيلي برانش على موقع ديسكوغز (الإنجليزية)